# Terrasses-du-larzac
Le terrasses-du-larzac, est un vin produit au nord-ouest de Montpellier, autour de la commune d'Aniane. Il s'agit d'une AOC à part entière du vignoble du Languedoc-Roussillon depuis 2014.

## Histoire

### Antiquité
Les vestiges attestent la présence de la vigne dans l'espace des terrasses du Larzac dès l’époque romaine, où une voie gallo-romaine très fréquentée passait par Lodève.

## Situation géographique

### Orographie
Une partie de la formation des Terrasses du Larzac date des glaciers présents il y plusieurs milliers d'années sur le plateau.

### Climatologie
Le climat de ce terroir viticole est typiquement méditerranéen. Il se caractérise par des hivers doux, des étés chauds et secs et des précipitations rares et concentrées notamment en automne de septembre à décembre (les précipitations annuelles sont proches de 800 mm). Au contraire, l'été est souvent très sec, voire aride dans l'arrière pays des garrigues, avec seulement quelques précipitations en août liées aux orages. Les vents dominants sont la tramontane, vent sec et froid qui chasse les nuages, et le marin, vent humide qui au contraire amène les nuages. Il peut parfois être très violent.
Le taux d'ensoleillement journalier moyen est de 7 h 22, largement supérieur à la moyenne française de 4 h 46. En outre, relativement "protégée" du Mistral et de la Tramontane par l'avancée des reliefs cévenols, Montpellier est la ville la moins ventée du golfe du Lion. De plus, la proximité de la mer favorise l'installation de la brise marine qui tempère les excès thermiques en été.
La température annuelle moyenne est de 14,2 °C, supérieure à la moyenne nationale de 12,2 °C.
Le tableau ci-dessous indique les températures et les précipitations pour l'année 2007 :
| Mois                                   | J  | F   | M  | A    | M  | J  | J  | A    | S    | O   | N  | D  | Année |
| -------------------------------------- | -- | --- | -- | ---- | -- | -- | -- | ---- | ---- | --- | -- | -- | ----- |
| Températures moyennes maximales (°C)   | 11 | 11  | 14 | 16   | 20 | 25 | 26 | 26   | 23   | 19  | 14 | 12 | 17,6  |
| Températures moyennes minimales (°C)   | 7  | 7   | 10 | 11   | 14 | 19 | 20 | 21   | 18   | 15  | 10 | 8  | 13,3  |
| Températures moyennes (°C)             | 9  | 9   | 12 | 13,5 | 17 | 22 | 23 | 23,5 | 21,5 | 17  | 12 | 10 | 15,6  |
| Précipitations (hauteur moyenne en mm) | 60 | 105 | 10 | 15   | 90 | 0  | 3  | 10   | 29   | 144 | 21 | 72 | 659   |
| Source: MSN météo                      |    |     |    |      |    |    |    |      |      |     |    |    |       |

## Vignoble

### Aire géographique
Le vignoble des Terrasses du Larzac s'étend sur 32 des 168 communes des Coteaux du Languedoc, à savoir Aniane, Arboras, Le Bosc, Brissac, Causse-de-la-Selle, Ceyras, Gignac (en partie), Jonquières, Lagamas, Lauroux, Mérifons, Montoulieu, Montpeyroux, Moulès-et-Baucels, Murles, Octon, Pégairolles-de-Buèges, Pégairolles-de-l'Escalette, Poujols, Puéchabon, Saint-André-de-Sangonis, Saint-André-de-Buèges, Saint-Félix-de-Lodez, Saint-Guiraud, Saint-Jean-de-Buèges, Saint-Jean-de-Fos, Saint-Jean-de-la-Blaquière, Saint-Privat, Saint-Saturnin-de-Lucian, Soubès, Usclas-du-Bosc.

### Encépagement
Quatre cépages principaux sont admis en terrasses du Larzac : le grenache noir, le mourvèdre, la syrah et le carignan noir. Cinq autres cépages accessoires sont également autorisés : le cinsault, la counoise, le lledoner pelut, la morrastel et le terret noir. 
L'encépagement est également soumis au respect de certaines proportions:
- les cépages principaux doivent représenter au minimum 75 %, en étant limités individuellement à 75 % ;
- la syrah et/ou le mourvèdre doivent atteindre 20 % minimum ;
- le cinsault ne peut dépasser 25 % ;
- les cépages accessoires, autre que le cinsault, sont limités à 10 %.

### Méthodes culturales

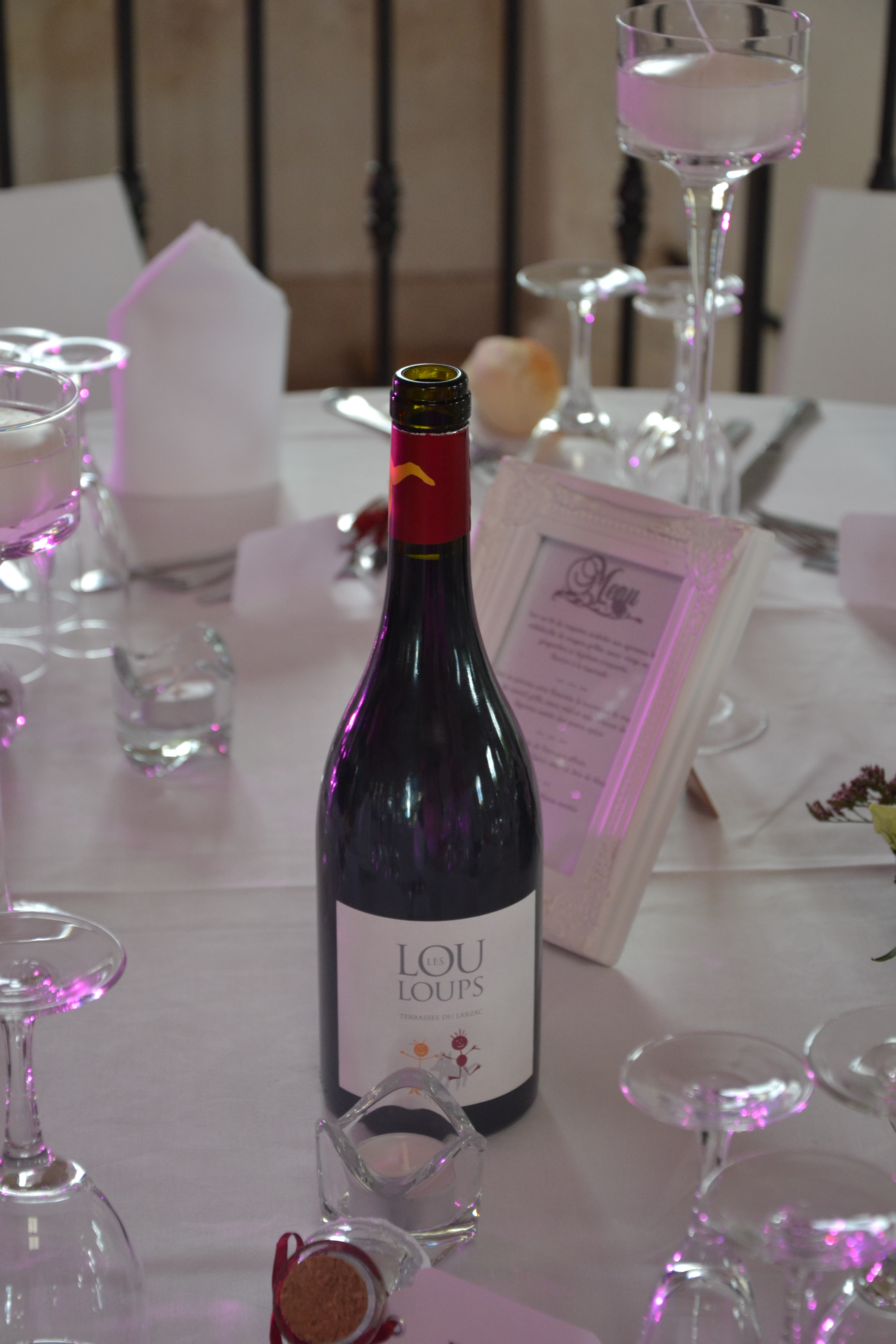
AOC Terrasses du Larzac rouge.

## Vinification et élevage
La vinification est généralement traditionnelle. Les vins doivent provenir de raisins récoltés à bonne maturité.

## Structure des exploitations

### Producteurs
Il existe 82 producteurs en Terrasses du Larzac.
- Cave des Vignerons de Saint-Félix-Saint-Jean
- Mas de Janiny
- Cave coopérative Castelbarry
- Cave coopérative des Vins de Saint Saturnin
- Cave des Tours et Terroirs d'Aniane
- Cave des Vignerons de Pégairolles de l'Escalette
- Cave des Vignerons de Saint-Félix Saint-Jean
- Château Capion
- Château de Jonquières
- Château de la Devèze Monnier
- Château la Sauvageonne
- Château Saint Jean d'Aumières
- Clos Aguilem
- Clos de la Barthassade
- Clos des Combals
- Clos Maïa
- Clos Rouge
- Clos Ventas
- Domaine Alain Chabanon
- Domaine Alexandrin
- Domaine Capitelle des Salles
- Domaine Coston
- Domaine Coulet
- Domaine Croix de St Privat
- Domaine d'Anglas
- Domaine d'Archimbaud
- Domaine de Familongue
- Domaine de l’Eglisette
- Domaine de la Terre et du Temps
- Domaine de l'Argenteille
- Domaine de Malavieille
- Domaine de Montcalmès
- Domaine Deffontaines Christophe
- Domaine des Conquêtes
- Domaine des Crés Ricards
- Domaine des Gentillières
- Domaine des Grécaux
- Domaine des Olivèdes
- Domaine Desvabre
- Domaine du Causse d'Arboras
- Domaine du Dausso
- Domaine du Joncas
- Domaine du Pas de l'Escalette
- Domaine Fillon Et Mollard
- Domaine Jordy
- Domaine La Bastide aux Oliviers
- Domaine La Croix Chaptal
- Domaine La Jasse Castel
- Domaine La Peïra
- Domaine La Réserve d'O
- Domaine La Terrasse d'Elise
- Domaine la tête dans les étoiles
- Domaine La Traversée
- Domaine Le Clos du Lucquier
- Domaine Le Clos du Serres
- Domaine Le Clos Rivieral
- Domaine Les Chemins de Carabote
- Domaine Les Souls
- Domaine Les Trois Terres
- Domaine Les Vignes Oubliées
- Domaine l'Hermas
- Domaine Madame de Ses Vignes
- Domaine Mon Rêve
- Domaine Plan de l'Homme
- Domaine Rieussec Lacroix Deltort
- Domaine Saint Sylvestre
- Mas Brunet
- Mas Cal Demoura
- Mas Combarèla
- Mas Conscience
- Mas d'Amile
- Mas de la Séranne
- Mas de l'Ecriture
- Mas de l'Erme
- Mas des Agrunelles
- Mas des Brousses
- Mas des Chimères
- Mas de Capdaniel
- Mas des Disciples
- Mas des Quernes
- Mas du Pountil
- Mas Fabregous
- Mas Haut Buis
- Mas Jullien
- Mas Laval
- Mas Lasta

## Type de vins et gastronomie

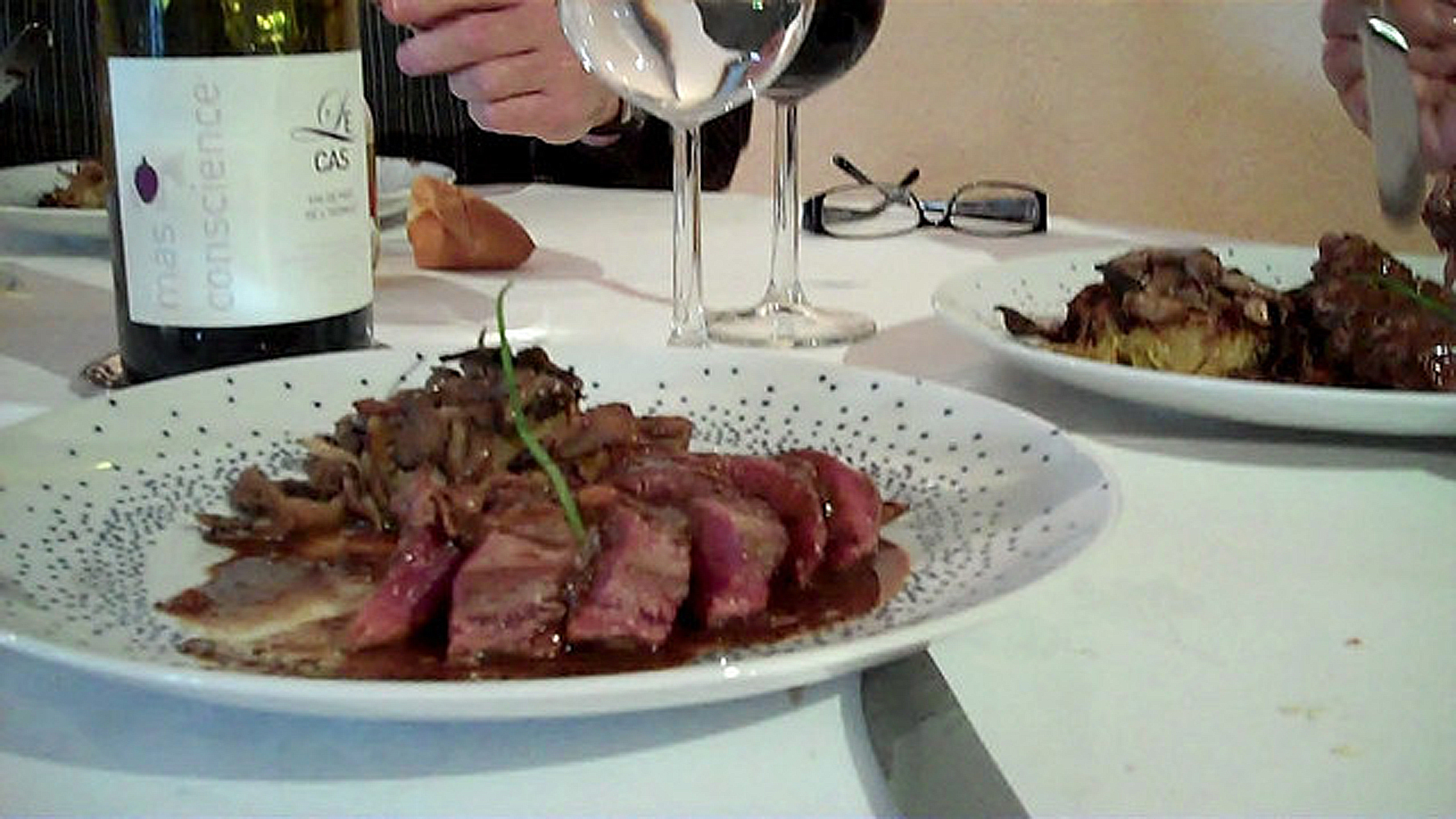
L'AOC Terrasses-du-Larzac se marie très bien avec la cuisine méditerranéenne.

Les vins de l'appellation Terrasses-du-Larzac se marient très bien avec la cuisine méditerranéenne. Les différentes variétés de poissons, les légumes du soleil ou encore les viandes en sauce sont particulièrement appréciés avec ces vins. 